# Pedioplanis namaquensis
Pedioplanis namaquensis es una especie de lagarto del género Pedioplanis, familia Lacertidae, orden Squamata. Fue descrita científicamente por Duméril & Bibron en 1839.

## Descripción
La longitud hocico-respiradero en adultos es de 4-5 centímetros.

## Distribución
Se distribuye por Namibia, Botsuana y Sudáfrica.